# Dekanat Józefów
Dekanat Józefów – jeden z 19 dekanatów w rzymskokatolickiej diecezji zamojsko-lubaczowskiej.

## Parafie
W skład dekanatu wchodzi 7 parafii:
- parafia MB Nieustającej Pomocy – Aleksandrów
- parafia Opatrzności Bożej – Bondyrz
- parafia św. Stanisława – Górecko Kościelne
- parafia Niepokalanego Poczęcia NMP – Józefów
- parafia św. Tomasza Apostoła – Majdan Sopocki
- parafia św. Jana Nepomucena – Susiec
- parafia MB Częstochowskiej – Tereszpol

## Sąsiednie dekanaty
Biłgoraj – Południe, Biłgoraj – Północ, Krasnobród, Narol, Szczebrzeszyn, Tarnogród, Tomaszów – Południe, Tomaszów – Północ